# Eliptocitosis hereditaria
La  eliptocitosis hereditaria a una enfermedad hereditaria de la sangre que se caracterizan porque los pacientes presentan unos hematíes o glóbulos rojos de forma elíptica en lugar de circular. Estas células se llaman eliptocitos. Los síntomas son muy variables, pero en las formas graves existe gran predisposición a la existencia de anemia hemolítica.

## Causas
La eliptocitosis hereditaria se debe a una mutación genética en los genes EPB41, SPTA1 o SPTB, y se hereda con un patrón autosómico dominante.

## Frecuencia

Eliptocitosis hereditaria se transmite con un patrón autosómico dominante

En Europa se presentan entre 2 y 5 casos por cada 10 000 habitantes. En otras regiones es mucho más frecuente, sufriéndola alrededor del 1 % de la población en determinados países de África ecuatorial. Ello se debe a que este trastorno proporciona cierto grado de protección frente al paludismo.

## Perspectiva histórica
La primera descripción fue realizada en 1904, en 1932 se descubrió que es hereditaria. Investigaciones más recientes han demostrado la gran variabilidad de la enfermedad, y el carácter heterogéneo de la alteración genética.

## Pronóstico
La enfermedad provoca en general síntomas de carácter leve. Solo en determinados casos con afectación severa está disminuida la expectativa de vida.